# Balogheremaeus chimaera
Balogheremaeus chimaera är en kvalsterart som beskrevs av Antonio Arillo och Subías 2006. Balogheremaeus chimaera ingår i släktet Balogheremaeus och familjen Plateremaeidae. Inga underarter finns listade.